# Atmósfera técnica
Una atmósfera técnica (símbolo, at) es una unidad de presión que no pertenece al SI. La unidad es igual a un kilogramo-fuerza por centímetro cuadrado; esto es, a la presión ejercida sobre su base, en condiciones de gravedad estándar, por una columna de fluido de un kilogramo de masa y un centímetro cuadrado de sección.
Recibe este nombre por tener un valor muy próximo al de la atmósfera estándar, de símbolo atm.

## Equivalencias
| 1 at  | = 98066,5 Pa | = 0,967 841 atm |
| 1 atm | = 101325 Pa  | = 1,033 227 at  |